# Aston Upthorpe
Aston Upthorpe – wieś w Anglii, w hrabstwie Oxfordshire, w dystrykcie South Oxfordshire. Leży 21 km na południe od Oksfordu i 75 km na zachód od Londynu. W 2001 miejscowość liczyła 190 mieszkańców.